# 鹟亚科
鹟亚科（学名：Muscicapinae）在鸟类传统分类系统中是鸟纲雀形目鹟科的一个亚科。

## 分类
本亚科可分为2族共7属，如下：
- 鹊鸲族 Copsychini 
  - 薮鸲属 Cercotrichas
  - 鹊鸲属 Copsychus
- 鹟族 Muscicapini
  - 森鹟属 Fraseria
  - 雀鹟属Myioparus
  - 黑鹟属 Melaenornis
  - 银鹟属 Empidornis
  - 鹟属 Muscicapa